# At-Tā'iʿ
ʿAbd al-Karīm ibn al-Fadl (arabisch عبد الكريم بن الفضل, DMG ʿAbd al-Karīm b. al-Faḍl; † 991) mit dem Thronnamen at-Tā'iʿ li-amr Allāh (الطائع لأمر الله / aṭ-Ṭāʾiʿ li-amr Allāh / ‚der dem Befehl Gottes Gehorchende‘) war der vierundzwanzigste Kalif der Abbasiden (974–991).
Auch unter at-Tā'iʿ, dem Nachfolger seines Vaters al-Mutīʿ (946–974), war die Herrschaft der persischen Buyiden über die Kalifen der Abbasiden unbestritten. Unter Adud ad-Daula (949–983) wurde wohl auch der Sturz der sunnitischen Abbasiden und die Errichtung eines Kalifats durch die schiitischen Buyiden angestrebt. Jedenfalls deuten Heiratsverbindungen zwischen der Familie des Kalifen at-Tā'iʿ und Adud ad-Daula darauf hin.
Der Sturz der Abbasiden wurde letztlich durch den Aufstieg des ismailitischen Fatimidenkalifats im Maghreb und Ägypten sowie die Expansion von Byzanz in Syrien verhindert. Mit Hilfe der von den Sunniten allgemein anerkannten abbasidischen Kalifen konnten die Buyiden eher mit Unterstützung der Muslime gegen diese Mächte rechnen. Nach dem Tod von at-Tā'iʿ wurde al-Qādir (991–1031) von den Buyiden als neuer Kalif in Bagdad inthronisiert.